# See Spot Run
See Spot Run is een Amerikaanse komische film uit 2001 van John Whitesell met in de hoofdrollen onder meer David Arquette en Angus T. Jones.

## Verhaal
"Agent 11" is een bullmastiff die, onder begeleiding van Murdoch (Michael Clarke Duncan), voor de FBI werkt. Wanneer hij in die functie een van de testikels van maffiabaas Talia (Paul Sorvino) afbijt, geeft deze zijn lijfwachten Gino (Joe Viterelli) en Arliss (Steve Schirripa) de opdracht de hond te doden. Om dit te voorkomen stuurt de FBI hem naar een trainingsfaciliteit in Alaska, maar daar ontsnapt hij. Hij komt postbode Gordon (David Arquette) tegen, die niet van honden houdt, maar hem toch in huis neemt. Gordon zorgt tijdelijk voor het zoontje van zijn buurvrouw, James (Angus T. Jones), die de hond "Spot" doopt.

## Rolverdeling
| Acteur                | Personage    | Opmerkingen                                |
| --------------------- | ------------ | ------------------------------------------ |
| David Arquette        | Gordon Smith | postbode in Alaska                         |
| Angus T. Jones        | James        | Gordons pleegzoon, zoon van zijn buurvrouw |
| Michael Clarke Duncan | Murdoch      | hondenbegeleider van Spot                  |
| Paul Sorvino          | Sonny Talia  | maffiabaas                                 |
| Leslie Bibb           | Stephanie    | James' moeder, Gordons buurvrouw           |
| Anthony Anderson      | Benny        |                                            |
| Joe Viterelli         | Gino         | lijfwacht van Sonny                        |
| Steve Schirripa       | Arliss       | lijfwacht van Sonny                        |
| Kavan Smith           | Ricky        |                                            |